# Dohwa-myeon
Dohwa-myeon (koreanska: 도화면) är en socken i Sydkorea. Den ligger i kommunen Goheung-gun i provinsen Södra Jeolla i den södra delen av landet, 340 km söder om huvudstaden Seoul.